# النظام الغذائي للقلب
النظام الغذائي للقلب، ويعرف أيضاً باسم النّظام الغذائي الصحي للقلب، وهو نظام غذائي يركز على تقليل تناول الصوديوم والدهون والكلسترول.
و يركز أيضاً النظام الغذائي على الحد من «الغذاء الذي يحتوي على الدهون المشبعة والدهون التقابلية» واستبدالها «بالدهون الاتحادية والمتعددة غير المشبعة».يدعو النظام الغذائي إلى زيادة تناول«الكربوهيدرات المعقدة والألياف القابلة للذوبان والحمض الدهني اوميغا 3» ويوصى به للأشخاص الذين يعانون من أمراض القلب والأوعية الدموية أو للناس الذين يبحثون عن نظام غذائي أكثر صحية.
يحد النظام الغذائي من تناول اللحم ومنتجات الألبان ومنتجات البيض وبعض الحلوى والكافيين.
و يؤكد النظام الغذائي للقلب على الفواكه والخضروات، واغذية مثل: السبانخ والقرنبيط والبروكلي والطماطم والملفوف الصيني والجرجير والفلفل الحلو والجزر.
و يوصي أيضا بالآلاف، أغذية مثل: الشوفان والفاصوليا وبذور الكتان الأرضية والتوت ينصح بها.
النظام الغذائي القلبي الصحي «يتيح لمّا يقدر بنحو 25-30% من إجمالي السعرات الحرارية من الدهون» معظمها من الدهون الاحادية وغير المشبعة.
منذ عام 2000م، كانت منظمة القلب الأمريكية "أكثر صرامة الي حد كبير على تناول الدهون المشبعة. إلى جانب النظام الغذائي الموصى به من منظمة القلب الأمريكية؛ اتّباع حمية البحر الأبيض المتوسط أو الحمية الغذائية النباتية هي أيضا متاحة.
كما تتوفر وجبات النظام الغذائي للقلب التجارية للحيوانات الأليفة، مثل القطط والكلاب التي تعاني من مشاكل صحية في القلب والأوعية الدموية.